# Kibondo Mjini
Kibondo Mjini ist ein Bezirk (Ward) des Distriktes Kibondo in der tansanischen Region Kigoma.

## Geografie

### Lage
Kibondo Mjini liegt im Nordwesten von Tansania auf halber Strecke zwischen dem Victoriasee und dem Tanganjikasee, etwa 20 Kilometer von der Grenze zu Burundi entfernt. Bei der Volkszählung 2022 lebten 27.200 Menschen in 6811 Haushalten.

### Klima
Das Klima in Kibondo ist tropisch, Aw nach der effektiven Klimaklassifikation. Die Niederschläge fallen hauptsächlich in den Sommermonaten November bis April, vor allem die Monate Juni bis August sind sehr trocken. Die Temperatur ist mit einem Tagesmittel von 23,1 Grad Celsius im September am höchsten und im Dezember mit 20,4 Grad am niedrigsten.

## Gliederung
Der Bezirk besteht aus 4 Gemeinden (Mtaa) mit 41 Orten (Kitongoji):
| Kibondo - Boma - Kumwayi - Sokoni - Kumwerulo - Uwanjani - Kumwerulo Kati - Katunguru - Katelela - Kanyamahela - Uswahilini - Nankuye | Nengo - Nengo Kati - Majengo Mapya - Kasanda - Ruchamisanga - Kumbizi Mtoni - Kumbizi - Mlesha - Kanyinya A - Nyamisivyi - Nengo Shuleni | Kumwambu - Kibingo - Kumgarika - Kumkenga - Kingoro - Kabwigwa - Kumwambu - Nakayuki | Nabuhima - Kumwai - Nabuhima - Msikitini - Nyampengere - Nyarugoti - Biturana Mashariki - Mlengasemo - Biturana Magharibi - Biturana Shuleni - Biturana Mtoni - Nyampengere - Rugimba - Nayakayuki |

## Infrastruktur
Straße: Die wichtigste Straßenverbindung ist die nicht asphaltierte Nationalstraße von Kagera im Nordosten nach Kasulu im Südwesten.